# Dryopteris pulcherrima
Dryopteris pulcherrima är en träjonväxtart som beskrevs av Ren-Chang Ching. Dryopteris pulcherrima ingår i släktet Dryopteris och familjen Dryopteridaceae. Inga underarter finns listade.